# Franz Žižek
Franz Žižek (* 15. Januar 1876 in Graz; † 10. Juni 1938 in Frankfurt am Main) war ein österreichischer Jurist und Hochschullehrer für Statistik.
Er hatte von 1916 bis zu seinem Tod im Jahr 1938 den Lehrstuhl für Statistik an der Universität Frankfurt inne. Er gilt als Begründer der so genannten „Frankfurter Schule der Statistik“, die durch Paul Flaskämper, Adolf Blind,  Heinrich Hartwig, Heinz Grohmann und Werner Neubauer weitergeführt wurde.